# Floridastraße
Die Floridastraße ist eine zwischen 100 und 200 Kilometer breite Meeresstraße zwischen dem US-Bundesstaat Florida einerseits und Kuba im Süden beziehungsweise den Bahamas im Südosten andererseits. Sie verbindet den Golf von Mexiko mit dem Atlantischen Ozean.
Nordostwärts durch die Floridastraße fließt der Floridastrom, eine warme Meeresströmung, die der Hauptzufluss des Golfstromes ist.